# Кримська дивізія Добровольчої армії
Кримська дивізія (Кр.д-я) — військове з'єднання в Добровольчій армії (до 10.01.1919); Кримсько-Азовська Добровольча армія (до 19.01.1919) Збройних сил Півдня Росії під час Громадянської війни в Росії.

## Історія
1918 рік
Наказом представника Добровольчої армії в Криму № 6 від 10 (старий стиль)/23 (новий стиль) листопада 1918 року було оголошено про вступ на територію Криму частин Добровольчої армії і включення сформованих на території Кримського півострова військових частин до її складу. До складу армії увійшли Кримська дивізія, 3-тя дивізія, Мелітопольський загін, окремий Перекопський батальйон, Бердянський піхотний полк.
19 листопада (ст.ст.) розпочалося формування Кримської дивізії Добровольчої армії. Начальник дивізії генерал-майор Олексій Корвін-Круковський,
- Олексій Корвін-Круковський. У грудні 1917 вступив до Добровольчої армії. У лютому-вересні 1918 — комендант штабу Добровольчої армії. Брав участь у Першому Кубанському поході на посаді начальника обозу армії. З вересня 1918 року обіймав посаду коменданта головної квартири Головнокомандувача, з листопада перебував у резерві чинів при штабі Головнокомандувача Добрармії. Начальник гарнізону Сімферополя (губернське місто Таврійської губернії) та начальник Кримської піхотної дивізії (19.11.1918 — 19.01.1919) у складі Кримсько-Азовського корпусу (27.12.1918-10.01.1919) Добровольчої армії, а потім Криму 10-19.01.1919). З 19.01-21.05.1919 начальник 4-ї дивізії Кримсько-Азовської армії. З 21-28.05.1919 начальник 4-ї піхотної дивізії Кримсько-Азовської армії. З 28 травня 1919 вважався знову в резерві чинів при штабі ЗСПР. З грудня 1919 до лютого 1920 був комендантом Новоросійська. Потім перебував у резерві чинів (за іншими даними начальник 4-ї піхотної дивізії) Російської армії барона Врангеля.

З 27 грудня Кримська дивізія входила до складу Кримсько-Азовського корпусу Добровольчої армії. Наказ головнокомандувача ВРЮР № 4 від 27 грудня 1918 року.
До 31 грудня дивізія включала:
- Сімферопольський офіцерський полк,[2]
- Кримський зведений піхотний полк[2] (полк сформований зі зведених батальйонів 13 і 34 пд),[1]
- 2-й Таманський полк Кубанського козачого війська,[2][1]
- Запасний кавалерійський полк,[2][1]
- Окремий кадровий ескадрон.[2]

1919 рік
8 січня в результаті об'єднання Добровольчої армії та армії Всевеликого Війська Донського для спільної боротьби проти Радянських Республік створено Збройні сили Півдня Росії (далі ЗСПР). Кримська дивізія Кримсько-Азовського корпусу Добровольчої армії увійшла до складу ЗСПР.
10 січня на основі корпусу Кримсько-Азовського корпусу (перейменовано) сформовано Кримсько-Азовську Добровольчу армію (далі К-А Добрармія). Кримська дивізія ввійшла до складу цієї армії.
З 19 січня Кримська дивізія отримала назву 4-а дивізія. Начальник дивізії генерал-майор Олексій Корвін-Круковський. Дивізія входила до Кримсько-Азовської Добровольчої армії. Наказ головнокомандувача ЗСПР № 134 від 19 січня 1919 р., наказ Кримсько-Азовської Добровольчої армії № 28 від 26 січня 1919 р.

## Підпорядкування
- 19 січня — 27 грудня 1918 року: Добровольча армія;
- 27 грудня 1918 — 8 січня 1919 року: Добровольча армія, Кримсько-Азовський корпус;
- 8 — 10 січня 1919 року: Збройні сили Півдня Росії, Добровольча армія, Кримсько-Азовський корпус;
- 10-19 січня 1919 року: Збройні сили Півдня Росії, Кримсько-Азовська Добровольча армія.

## Командування
- Начальник дивізії генерал-майор Олексій Корвін-Круковський (19 листопада 1918 — 19 січня 1919).[2]

## Склад
На 31 грудня 1918 року:
- Управління дивізії
- Сімферопольський офіцерський полк[2]
- Кримський зведений піхотний полк[2] (полк сформований зі зведених батальйонів 13 та 34 під)[1]
- 2-й Таманський полк Кубанського козачого війська[2][1]
- Запасний кавалерійський полк[2][1]
- Окремий кадровий ескадрон[2]